# Мемориальный музей Хатакэяма
Мемориальный музей Хатакэяма (яп. 畠山記念館) ― частный музей изящных искусств, основанный в октябре 1964 года в Токио.

## История

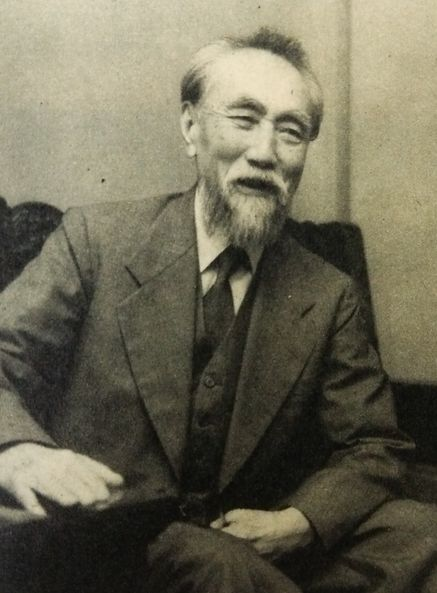
Иссэй Хатакэяма
(1881―1971)

Основатель музея Хатакэяма Иссэй (28 декабря 1881 - 17 ноября 1971) ― бизнесмен, основатель мультинациональной корпорации Ebara Corporation. Хатакэяма во время свободное от бизнеса занимался изучением театра Но и искусством чайной церемонии.
Мемориальный музей Хатакэямы был открыт для публики в 1964 году. Хатакэяма считал, что было бы противно духу чайных мастеров привлекать посетителей при помощи яркой рекламы, поэтому он не стал делать плакаты для открытия памятной выставки и не составлял вначале каталога коллекции.
Иссэй Хатакэяма был также известен как чайный мастер. Многие коллекционеры современного японского искусства были бизнесменами и мастерами чая (Такаси Мацуда, Томитаро Хара, Фудзита Дэндзабуро). Хатакэяма принадлежит к последнему поколению мастеров этого типа.

## Экспозиция

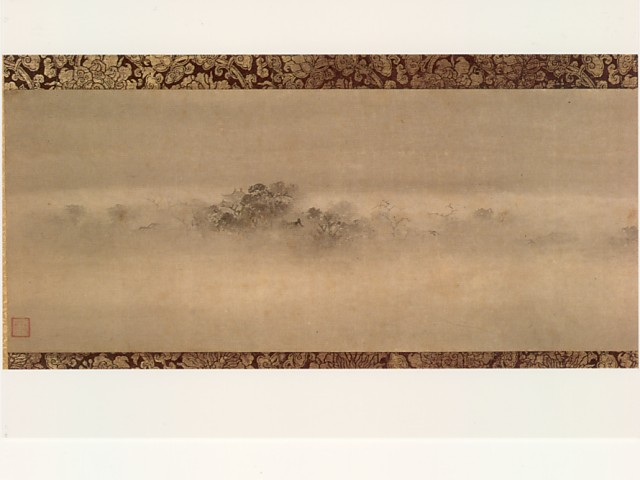
Вечерний колокол из окутанного туманом храма

В музее собрана обширная коллекция чайной посуды, старинных японских, китайских и корейских произведений искусства, керамики, лаковых изделий, картин, свитков с каллиграфией, костюмов театра Но и других предметов искусства. Всего в хранилище музея 1300 экспонатов, 32 из которых имеют статус национальных сокровищ Японии, а 6 признаны национальным достоянием. Ежегодно в музее проходят четыре выставки.

### Национальные сокровища
- Письмо Фудзивара-но Сукэмаса (Риракутё), национальное достояние, внесённое в список 28 июня 1956 года. Бумага, тушь (Япония).
- Вечерний колокол из окутанного туманом храма, приписываемый Муки Фачан Эндзи баншо-цзу, тушь на шелке (Империя Сун, Китай).
- Картина с изображением яблони, приписываемая Чжао Чан Ринго казу, рисунок на шёлке (Империя Сун, Китай).
- Фрагментарные листья Дзэнки-цзу, изображающие жизнь дзэн-монаха, приписываемые Индаре (Империя Юань, Китай).
- Письмо Дайе Сёко (1089–1163) Дайэ Сёко бокусэки сэкитоку, бумага, тушь (Империя Сун, Китай).
- Шкатулка с инкрустацией в виде бабочки, лакированная посуда с инкрустацией из перламутра Период Камакура, Япония).

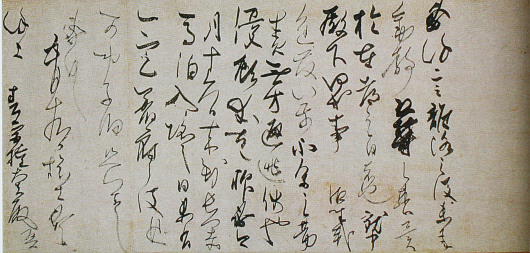
Письмо Фудзивара-но Сукэмаса (Риракутё)
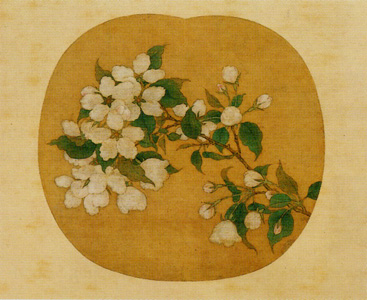
Картина с изображением яблони
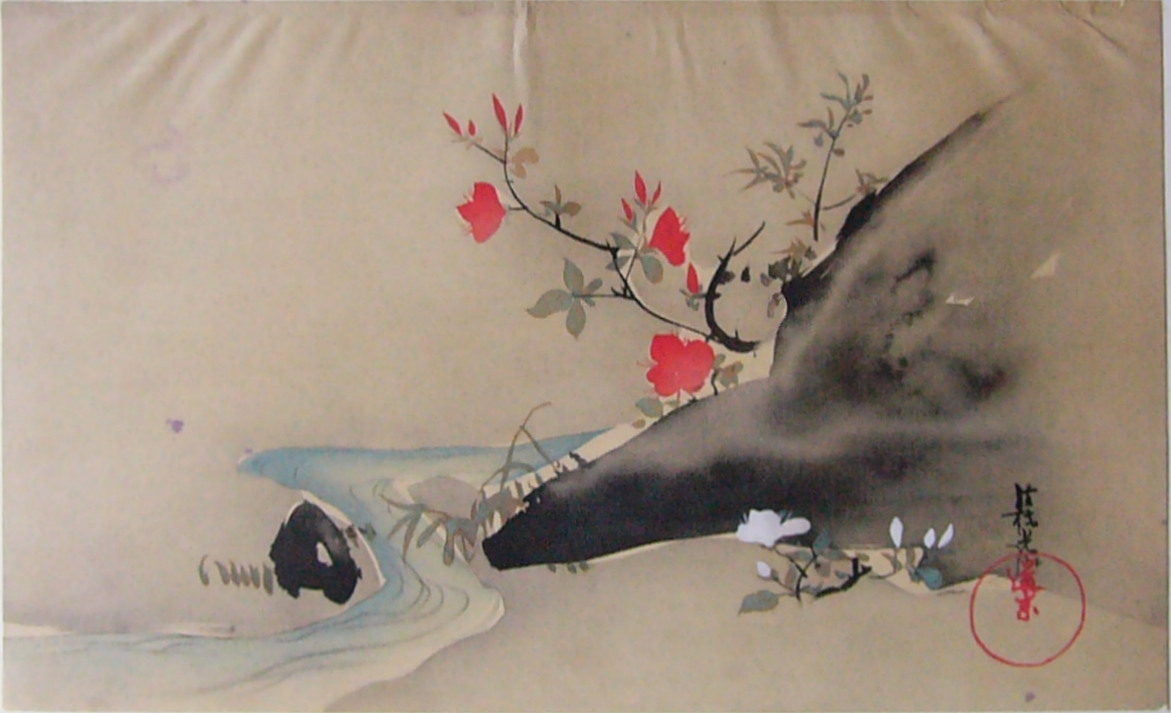
Картина с азалией

### Чайные домики
На территории музея расположены пять, построенных по всем канонам, домиков для чайных церемоний с примыкающими к ним традиционными садиками. Все чайные комнаты действующие и в них регулярно проводятся чайные собрания.

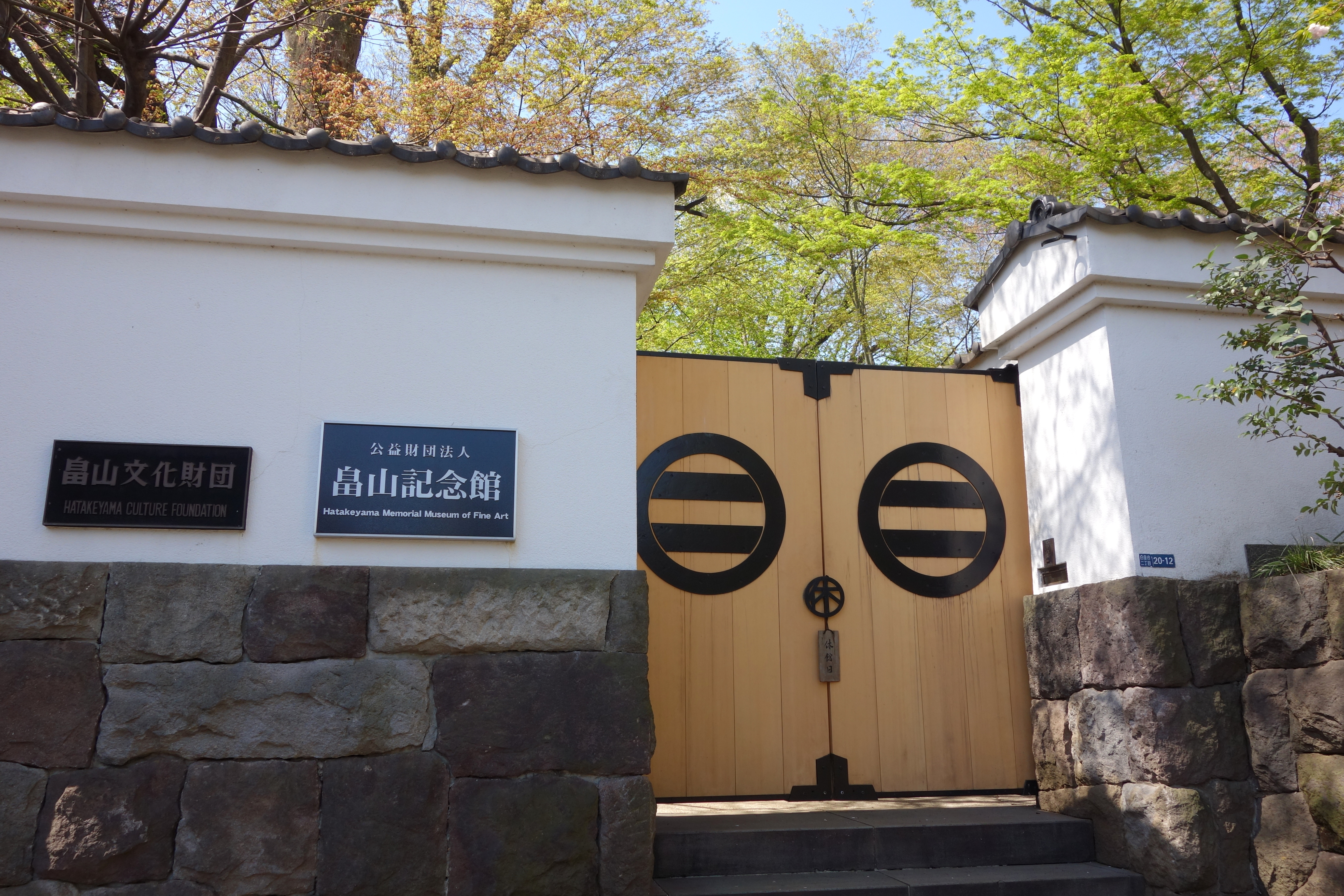
Вход на территорию музея
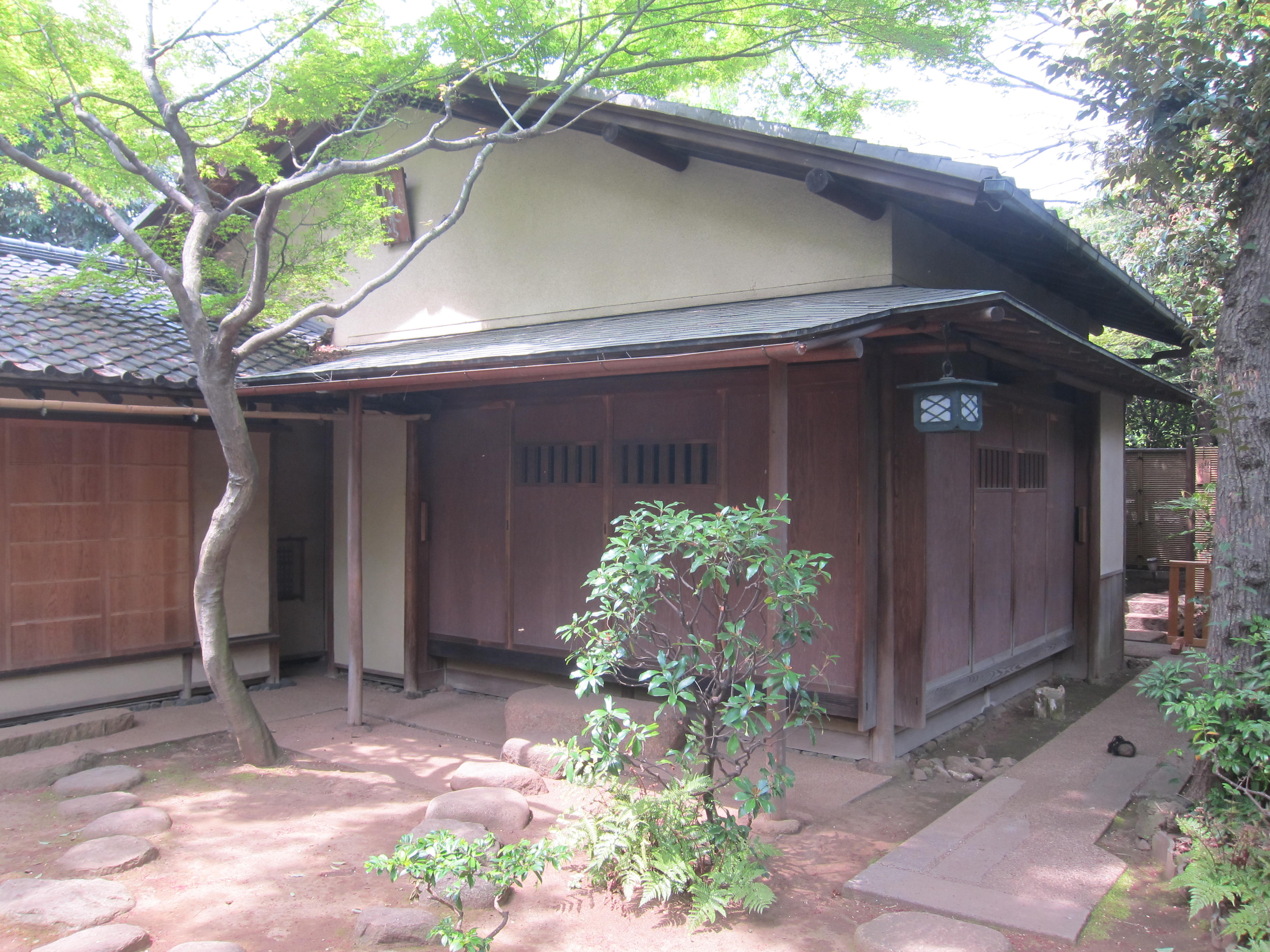
Чайный домик «Дзёракутэй»
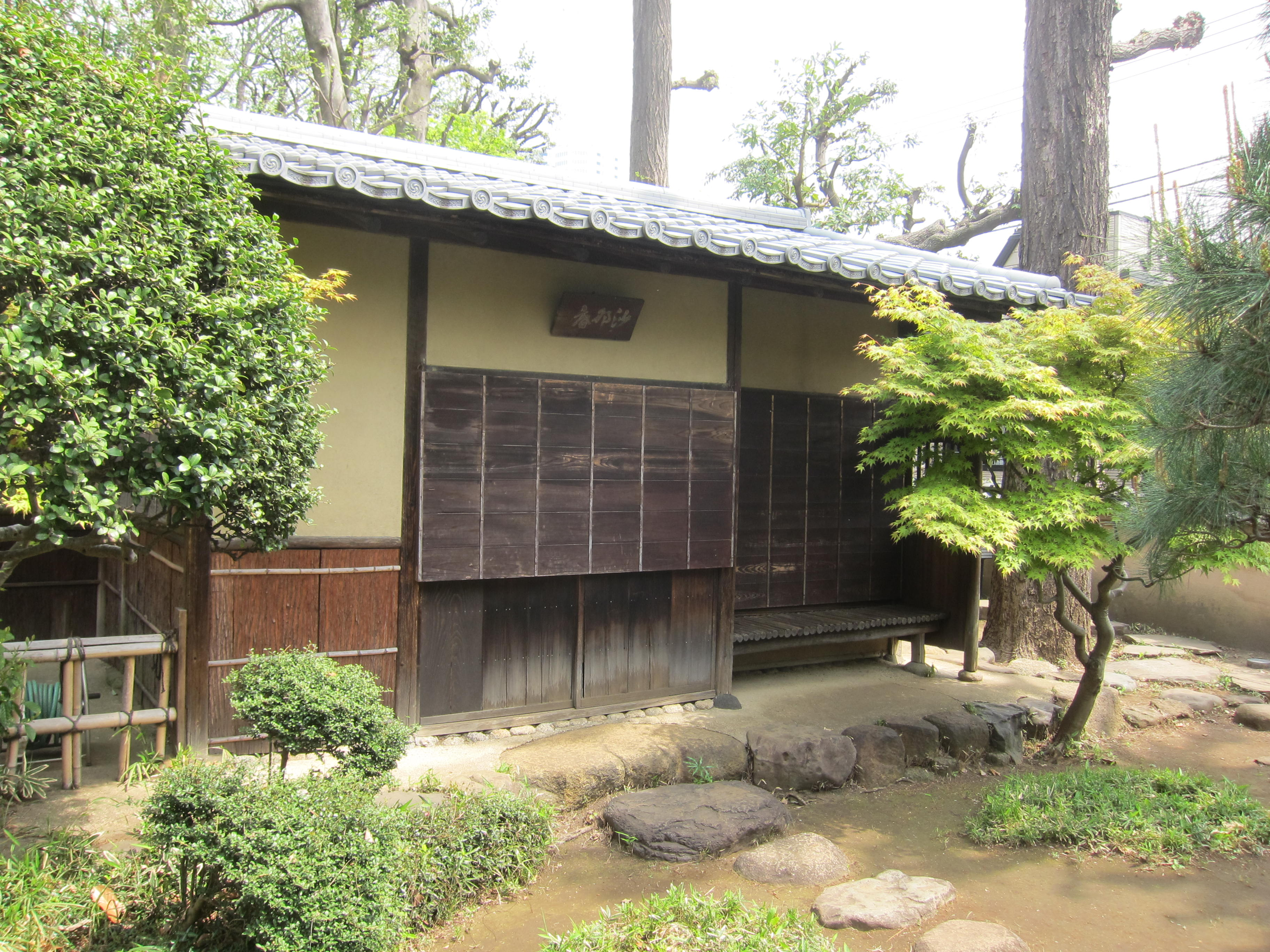
Чайный домик «Сара-ан»